# Владимир Джамбазов
Владимир Джамбазов е български композитор и валдхорнист.

## Биография
Роден е на 28 октомври 1954 г. в Севлиево. В периода 1976 – 1978 г. учи в Музикалната академия в София при професор Кирил Стари. След това печели стипендия DAAD и завършва Висшето училище за музика, театър и танц (днес Фолкванг университет на изкуствата) в Есен, Германия. Специализира в Института за компютърна музика и електрони медии ICEM и валдхорна с Херман Бауман.
Композира електроакустична музика, камерна и симфонична музика, музика за театър, анимационно, документално и игрално кино, джаз и поп музика, музика за реклама и нови медии. Участва в множество световни фестивали – в Бурж (Франция), Elektronischer Frühling, Elektrokomplex и Wien Modern (Виена, Австрия), Inventionen, Берлин и November Music, Есен (Германия), Musica Scienza, Рим (Италия), FEMF във Флорида и NYCEMF в Ню Йорк, САЩ, Дни на новата музика на ISCM в Любляна и Хонконг. Концертира в над 40 страни в Европа, Северна Америка, Далечния Изток и Африка.
През 2005 г. е резидентен композитор на Берлинската артистична програма на DAAD. През 2009 г. е един от 13-те европейски композитори, избрани да участват в NYCEMF в Манхатън, Ню Йорк, САЩ. В периода 2009 – 2017 г. е съводещ на предаването „Viva La Musica“ на Българското национално радио, едно от класираните в топ 5 музикални радиопредавания в Европа за 2011 г. и носител на наградата „Сирак Скитник“. 
Музиката му е записвана и издавана в България, Германия, САЩ, Япония, Австрия и Хонконг и излъчвана от БНР, WDR и Deutschland Funk (Германия), ORF (Австрия), RFI (Франция), Словенското национално радио, радиостанции в Южна Корея, Радио Хонконг и по Kанадското уеб радио.
Два пъти поред печели Голямата награда на Международния конкурс за композиции „7/8“ на фондация „Св. Георги“, САЩ: през 2012 г. (Джаз в 7/8) с „KÁRIA“ за кларинет, тромпет / Fluegelhorn и симфоничен оркестър и през 2013 г. (Рапсодия в 7/8) със „Стъпки“ – Българска танцова рапсодия за симфоничен оркестър. През 2014 г. композира Un Viaggio в Италия, хорово-симфонично произведение със соло сопрано.
Преподавал звуков дизайн и виртуални компютърни технологии в Нов български университет и Софийския университет.
От 2014 г. е главен секретар на Съюза на българските композитори.